# (9684) Olieslagers
(9684) Olieslagers (4113 P-L) – planetoida z pasa głównego asteroid okrążająca Słońce w ciągu 3,79 lat w średniej odległości 2,43 j.a. Odkryta 24 września 1960 roku. Nazwa na cześć belgijskiego pilota Jana Olieslagersa.